# Municipio de Margaretta
El municipio de Margaretta (en inglés: Margaretta Township) es un municipio ubicado en el condado de Erie en el estado estadounidense de Ohio. En el año 2010 tenía una población de 5981 habitantes y una densidad poblacional de 46,04 personas por km².

## Geografía
El municipio de Margaretta se encuentra ubicado en las coordenadas 41°25′42″N 82°49′43″O / 41.42833, -82.82861. Según la Oficina del Censo de los Estados Unidos, el municipio tiene una superficie total de 129.9 km², de la cual 84.47 km² corresponden a tierra firme y (34.97%) 45.43 km² es agua.

## Demografía
Según el censo de 2010, había 5981 personas residiendo en el municipio de Margaretta. La densidad de población era de 46,04 hab./km². De los 5981 habitantes, el municipio de Margaretta estaba compuesto por el 96.59% blancos, el 0.37% eran afroamericanos, el 0.67% eran amerindios, el 0.2% eran asiáticos, el 0.02% eran isleños del Pacífico, el 0.69% eran de otras razas y el 1.47% pertenecían a dos o más razas. Del total de la población el 2.99% eran hispanos o latinos de cualquier raza.